# Stenoproctus unipunctatus
Stenoproctus unipunctatus är en tvåvingeart som beskrevs av Friedrich Hermann Loew 1858. Stenoproctus unipunctatus ingår i släktet Stenoproctus och familjen puckeldansflugor. Inga underarter finns listade i Catalogue of Life.